# Paracanthocephaloides
Paracanthocephaloides är ett släkte av hakmaskar. Paracanthocephaloides ingår i familjen Arhythmacanthidae.
Kladogram enligt Catalogue of Life:
| Paracanthocephaloides | \| \| Paracanthocephaloides chabanaudi \| \| \| \| \| \| Paracanthocephaloides tripathii \| \| \| \| |
|                       | \| \| Paracanthocephaloides chabanaudi \| \| \| \| \| \| Paracanthocephaloides tripathii \| \| \| \| |
|                       | Acanthocephaloides                                                                                   |
|                       | |
|                       | Breizacanthus                                                                                        |
|                       | |
|                       | Euzetacanthus                                                                                        |
|                       | |
|                       | Heterosentis                                                                                         |
|                       | |
|                       | Neoacanthocephaloides                                                                                |
|                       | |
|                       | Paracanthocephaloides chabanaudi                                                                     |
|                       | |
|                       | Paracanthocephaloides tripathii                                                                      |
|                       | |

|  | Paracanthocephaloides chabanaudi |
|  |                                  |
|  | Paracanthocephaloides tripathii  |
|  |                                  |